# Distretto di Shotul
Il distretto di Shotul è un distretto dell'Afghanistan appartenente alla provincia del Panjshir.